# Em Nome do Pai
In the Name of the Father (bra/prt: Em Nome do Pai) é um filme irlando-britânico de 1993 do gênero drama biográfico, dirigido por Jim Sheridan, com roteiro de Terry George e do próprio Sheridan baseado na autobiografia Proved Innocent, de Gerry Conlon.

## Sinopse
Em 1974, um atentado à bomba do IRA mata cinco pessoas num pub de Guilford, próximo à Londres. O jovem rebelde irlandês Gerry Conlon e três amigos são acusados pelo crime, presos e condenados. Giuseppe Conlon, pai de Gerry, tenta ajudar o filho e também é condenado, mas pede ajuda à advogada Gareth Peirce, que passa a investigar as irregularidades do caso.

## Elenco
- Daniel Day-Lewis ....  Gerry Conlon
- Emma Thompson ....  Gareth Peirce
- Pete Postlethwaite ....  Giuseppe Conlon
- Anthony Brophy ....  Danny
- Frankie McCafferty ....  Tommo
- Mark Sheppard ....  Paddy Armstrong
- Don Baker ....  Joe McAndrew
- Jer O'Leary .... John O'Brien
- Corin Redgrave ....  Inspetor Robert Dixon
- Denys Hawthorne ....  Juiz
- Tom Wilkinson ....  Advogado de acusação
- Joanna Irvine ....  Ann Conlon
- Aiden Grennell ....  Juiz

## Prêmios e indicações
| Oscar 1994              | Melhor filme                          |                             | Indicado                    |
| Oscar 1994              | Melhor ator                           | Daniel Day-Lewis            | Indicado                    |
| Oscar 1994              | Melhor diretor                        | Jim Sheridan                | Indicado                    |
| Oscar 1994              | Melhor atriz coadjuvante              | Emma Thompson               | Indicado                    |
| Oscar 1994              | Melhor ator coadjuvante               | Pete Postlethwaite          | Indicado                    |
| Oscar 1994              | Melhor roteiro adaptado               | Terry George e Jim Sheridan | Indicado                    |
| Oscar 1994              | Melhor edição                         |                             | Indicado                    |
| BAFTA 1994              | Melhor ator                           | Daniel Day-Lewis            | Indicado                    |
| BAFTA 1994              | Melhor roteiro adaptado               | Terry George e Jim Sheridan | Indicado                    |
| Festival de Berlim 1994 | Urso de Ouro (melhor filme)           |                             | Venceu                      |
| Festival de Berlim 1994 | Urso de Prata de melhor ator          | [ nota 1 ]                  | Indicado                    |
| Festival de Berlim 1994 | Urso de Prata de melhor atriz         | [ nota 2 ]                  | Indicado                    |
| Festival de Berlim 1994 | Urso de Prata de melhor diretor       | Jim Sheridan                | Indicado                    |
| Festival de Berlim 1994 | Grande Prêmio do Júri (Urso de Prata) | [ nota 3 ]                  | Indicado                    |
| David di Donatello 1994 | Melhor filme estrangeiro              |                             | Venceu[carece de fontes?]   |
| Globo de Ouro 1994      | Melhor filme - drama                  |                             | Indicado                    |
| Globo de Ouro 1994      | Melhor ator - drama                   | Daniel Day-Lewis            | Indicado                    |
| Globo de Ouro 1994      | Melhor atriz coadjuvante              | Emma Thompson               | Indicado                    |
| Globo de Ouro 1994      | Melhor canção original                |                             | Indicado                    |
| Prêmio KCFCC 1994       | Melhor atriz coadjuvante              | Emma Thompson               | Venceu[carece de fontes?]   |
| Prêmio BSFC 1993        | Melhor ator                           | Daniel Day-Lewis            | Venceu[carece de fontes?]   |
| Prêmio Eddie 1994       | Melhor edição em cinema               |                             | Indicado[carece de fontes?] |